# Franc Jožef I. Habsburško-Lotarinški
Franc Jožef I. Habsburško-Lotarinški ali Franc Jožef I. Avstrijski, avstrijski cesar, ogrski kralj, * 18. avgust 1830, Schönbrunn, Dunaj, Avstrijsko cesarstvo, † 21. november 1916, Schönbrunn, Dunaj.

## Življenjepis

### Otroštvo
Franc Jožef (nemško Franz Josef Karl) se je rodil kot najstarejši sin nadvojvodu Francu Karlu, mlajšemu sinu avstrijskega cesarja Franca I. in Zofiji Bavarski v palači Schönbrunn na Dunaju. Ker je bil njegov stric, cesar Ferdinand od 1835 nesposoben, njegov oče pa skromen in upokojen, je mladega nadvojvoda Franca vzgojila mati kot bodočega cesarja, s poudarkom na predanosti, marljivosti in odgovornosti. "Francek" je oboževal in občudoval svojega dedka, dobrega cesarja Franca, ki je umrl tik pred njegovim petim letom, kot idealnega vladarja. 

### Vzpon
Francu Jožefu so se kmalu pridružili še trije bratje: nadvojvoda Ferdinand Maksimilijan (rojen 1832, bodoči cesar Maksimilijan Mehiški); nadvojvoda Karel Ludvik (rojen 1833), in nadvojvoda Ludvik Viktor (rojen 1842) ter sestra Marija Ana (rojena 1835), ki je umrla pri štirih letih.
Pri starosti 13 let je nadvojvoda Franc začel svojo kariero kot polkovnik v avstrijski vojski. Od tedaj dalje je bila njegova oprava v vojaškem slogu in je do konca svojega življenja nosil uniformo mlajšega častnika. Tudi spal je na vojaški postelji, ki jo še danes kažejo na Dunaju.
Po odstopu kanclerja Metternicha med revolucijo leta 1848 je mladi nadvojvoda, za katerega so mnogi pričakovali, da bo kmalu zasedel stričev prestol, postal guverner Češke; vendar te službe ni nikoli opravljal. Namesto tega je bil poslan na fronto v Italijo, kjer se je pridružil feldmaršalu Radetzkemu pri vojskovanju. 5. maja je pri Santa Lucii doživel ognjeni krst. Svojo prvo vojno izkušnjo je preživel dokaj mirno in dostojanstveno. Približno ob istem času je cesarska družina bežala iz revolucionarnega Dunaja v mirni Innsbruck na Tirolskem. Kmalu je bil nadvojvoda pozvan iz Italije in se je sredi junija pridružil družini v Innsbrucku. Tam je Franc Jožef prvič spoznal svojo sestrično Elizabeto, bavarsko vojvodinjo, svojo bodočo ženo.
Po zmagi nad Italijani pri Custozzi, konec julija 1848, se je dvor počutil varnega in se je vrnil na Dunaj. Po nekaj mesecih je Dunaj spet postal nevaren in septembra je dvor spet zapustil. Tokrat se je umaknil v Olomouc na Moravskem. Alfred von Windisch-Grätz, vpliven vojaški poveljnik na Češkem, se je odločil, da bo mladega nadvojvoda kmalu postavil na prestol. Skupaj z drugimi konservativci je bil prepričan, da novi vladar ne bo zavezan ustavi, ki jo je bil Ferdinand prisiljen odobriti. 2. decembra 1848 je Ferdinand odstopil in je postal cesar Franc Jožef, ker so pri nasledstvu izpustili njegovega očeta Franca Karla. Takrat je postal znan tako po svojem drugem kot tudi po svojem prvem imenu. Ime "Franc Jožef" je bilo izbrano namenoma: da bi obudil spomin na svojega pra-pra strica, cesarja Jožefa II., ki je bil znan kot reformator.

### Poroka
Bilo je v navadi, da se cesar kmalu poroči in dobi dediče v najkrajšem možnem času. Na voljo so mu bile različne možne neveste: nadvojvodinja Elizabeta Avstrijska, princeza Ana Pruska in princeza Sidonija Saksonska. Čeprav je bil v javnem življenju cesar nedvomno v aferah, je v zasebnem življenju njegova mogočna mati nanj še vedno odločilno vplivala. Hotela je okrepiti odnos med kraljevo hišo Habsburžanov in Wittelsbachov. Upala je namreč, da bo združila Franca Jožefa s sestrino starejšo hčerko Heleno (Nené), ki je bila štiri leta mlajša od cesarja; toda cesar se je tesno povezal z Nenino mlajšo sestro Elizabeto (Sisi), ki ji bilo le 16 let; zato je vztrajal, da se bo poročil z njo. Zofija je privolila, čeprav je imela pomisleke, ali je Sisi res najbolj primerna za cesarjevo soprogo. Mladi par se je poročil 24. aprila 1854 v cerkvi sv. Avguština na Dunaju.
Njuno zakonsko življenje ni bilo veselo. Sisi se ni nikoli prilagodila dvoru in je zmeraj bila v nesoglasju s kraljevo družino; njuna prva hči Zofija je umrla kot dojenček; njun edini sin, kronski princ Rudolf, pa se je ubil leta 1889 v zloglasnem mayerlinškem incidentu. Cesarica je bila zagrizena popotnica, jahalka in modna navdušenka, ki so jo na Dunaju le poredko videvali. Leta 1898 jo je v Ženevi do smrti zabodel italijanski anarhist Luigi Luccheni; Franc Jožef si od tega pretresa ni nikoli popolnoma opomogel. Po pričevanju bodoče cesarice Cite Burbonsko-Parmske, je svojim sorodnikom baje večkrat rekel: "Nikoli ne boste vedeli, koliko mi je pomenila " in pa: "Nikoli ne bo vedela, kako sem jo imel rad".

### Poznejše vladanje
Leta 1885 je Franc Jožef spoznal Katarino Schratt, vodilno igralko v dunajskem gledališču, ki je baje postala njegova ljubica. To razmerje naj bi baje trajalo do konca njegovega življenja. Pravijo, da je Franc Jožef zanjo zgradil Villo Schratt v Bad Ischlu, obenem pa ji je baje dal sezidati tudi majhno palačo na Dunaju.
Po smrti Rudolfa je naslednji prestolonaslednik postal nadvojvoda Franc Ferdinand. Ko se je Franc Ferdinand odločil poročiti z grofico, je Franc Jožef trmasto nasprotoval poroki. Po tem so se njuni medsebojni odnosi zelo ohladili.
Leta 1903 je Franc Jožef vložil veto zoper izvolitev kardinala Rampolla za papeža; konklavu kardinalov v Vatikanu ga je posredoval kardinal Jan Puzyna. To je bil tudi zadnji tovrstni veto; papež Pij X. je za prihodnost prepovedal vmešavanje vladarjev v papeške volitve in določil za to tudi cerkvene kazni.
Leta 1914 je Gavrilo Princip, pripadnik revolucionarnega gibanja Mlada Bosna, med vojaškimi manevri v Sarajevu, umoril prestolonaslednika Franca Ferdinanda in njegovo ženo Sofijo. To je bil povod za začetek 1. svetovne vojne. Ko je Franc Jožef zvedel za atentat, je baje rekel: "V teh razmerah bo le (vele)sila povrnila tisti red, katerega se meni ni posrečilo obvarovati."

## Smrt in spomin
Franc Jožef je umrl sredi vojne na Schönbrunnu leta 1916, star 86 let. Pravijo, da je umirajoč brundal avstrijsko cesarsko himno: "Bog ohrani, Bog obvari nam cesarja, Avstrijo!". Nasledil ga je njegov pranečak Karel. Njegova 68-letna vladavina je četrta najdaljša v zgodovini Evrope (po Ludviku XIV., francoskem kralju, Elizabeti II., kraljici Združenega kraljestva in Janezu II., liechtensteinskem princu). 
Dve leti pozneje, po podpisanem premirju, s katerim se je končala Prva svetovna vojna, je Avstro-Ogrska razpadla. Nastale so nove narodne države; med njimi tudi Kraljevina Srbov, Hrvatov in Slovencev, poznejša Jugoslavija.

### Spomin
Franca Jožefa so pokopali v Kapucinski cerkvi, kjer so pokopani tudi drugi avstrijski cesarji. 
Nanj spominjajo danes tudi stavbe, ki jih je dal zgraditi. Nekatere krasijo njegovi kipi. Tako nahajamo v novi stavbi Dunajske univerze v prvem nadstropju veže nad mogočnim stopniščem še danes mogočen kip njenega pokrovitelja, avstrijskega cesarja Franca Jožefa